# Arles-sur-Tech
Arles-sur-Tech település Franciaországban, Pyrénées-Orientales megyében. Lakosainak száma 2805 fő (2022. január 1.). Arles-sur-Tech Montbolo, Amélie-les-Bains-Palalda, Saint-Laurent-de-Cerdans, Montferrer és Corsavy községekkel határos.

## Földrajz

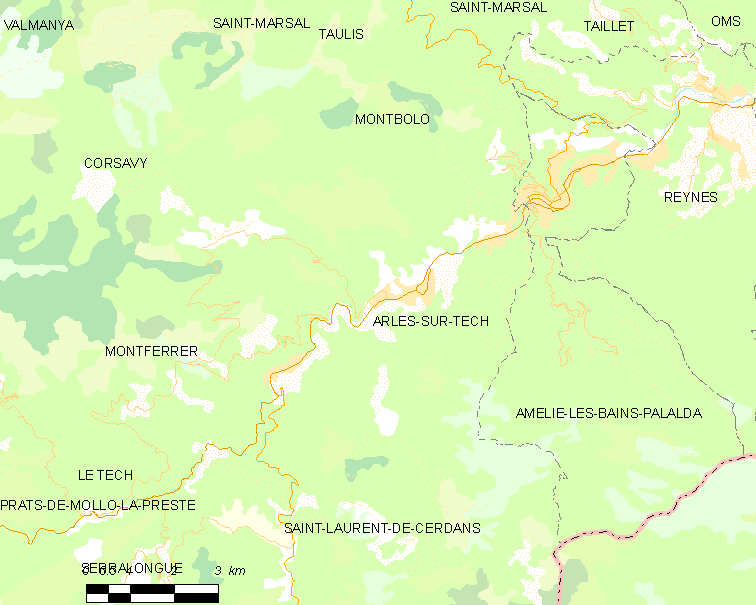
Arles-sur-Tech térkép

## Népesség

Népesség 1962-2008

A település népességének változása: